# Lanciafiamme Mod. 35
Il Lanciafiamme Spalleggiato Mod. 35 è il lanciafiamme impiegato dal Regio Esercito fin dalla Guerra d'Etiopia. Nel 1940 fu affiancato dal Lanciafiamme Spalleggiato Mod. 40, che differiva essenzialmente per il sistema di accensione.

## Storia
Il Mod. 35 fu adottato dal Regio Esercito nel 1935 ed assegnato ai "Plotoni lanciafiamme", ognuno su 3 squadre di 6 sezioni su 2 armi ognuna. Nel 1939 questo modello venne anche venduto in 176 esemplari all'esercito finlandese, che lo utilizzò con il nome di Liekinheitin M/40 contro i sovietici durante la guerra d'inverno. Impiegato nella Guerra d'Etiopia, allo scoppio della seconda guerra mondiale fu in dotazione ai reparti sul fronte greco-albanese. A guerra iniziata venne introdotto il Mod. 40, assegnato principalmente alle unità di guastatori ed impiegato in Africa settentrionale e sul fronte russo.
Rispetto ai modelli coevi risultava più pesante e, rispetto ai modelli tedeschi, di minore gittata.

## Tecnica

### Mod. 35

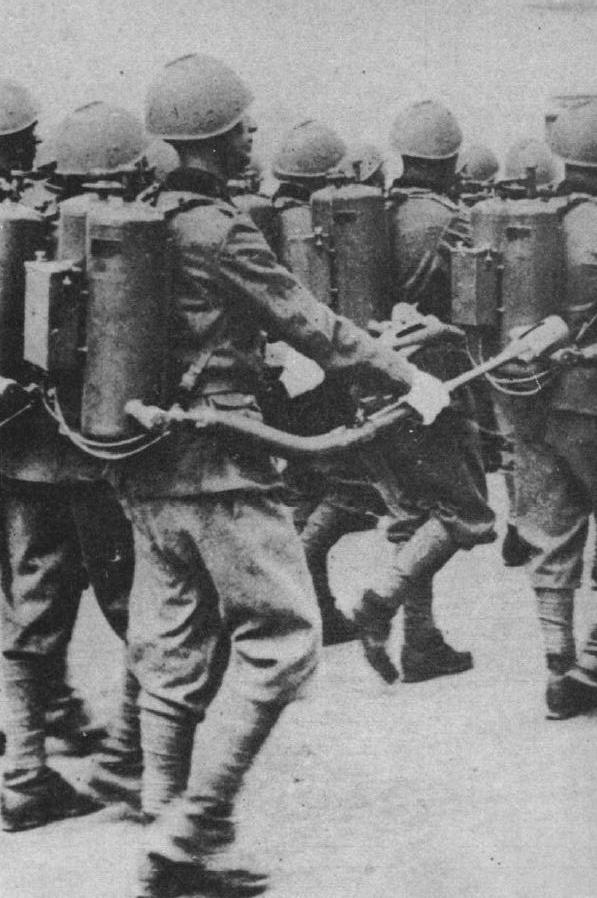
Flammieri armati di Lanciafiamme Mod. 35 in parata. La scatolatura quadrangolare contiene le batterie del sistema di accensione.

L'arma Mod. 35 è composta essenzialmente da tre elementi: il serbatoio, la lancia ed il sistema di accensione.
Il serbatoio, spalleggiabile tramite due cinghie di trasporto e bastino imbottito, è composto da due bombole, ognuna divisa internamente in due parti da un diaframma metallico. Le due sezioni superioriori, collegate tra loro contengono 6 litri d'azoto a 20 atm che funge da propellente, le metà inferiori, anch'esse collegate, contengono 12 litri di combustibile. Questo è una miscela composta da 9 parti di gasolio ed 1 parte di benzina. Sia il gas che la miscela vengono caricate da appositi bocchettoni sull'estremità superiore delle bombole, dove si trova anche la valvola manuale che convoglia l'azoto nei serbatoi del liquido per metterli in pressione al momento dell'utilizzo. Il bocchettone di innesto della lancia si trova in basso, lateralmente alla bombola di destra.
La lancia con relativa leva di comando, costruita in lega leggera, si connette al serbatoio tramite un tubo flessibile. Presso la volata della lancia, una grossa flangia ("cartoccia") ospita un doppio sistema di accensione. Il sistema principale inizialmente era costituito da due acciarini, con pietra focaia e rotelle ad attrito, azionate dalla leva di comando. In seguito venne sostituito da un sistema elettrico: una scatola quadrangolare, posizionata posteriormente alle bombole, ospita una batteria da 18 volt con dinamo per la ricarica manuale; da questa due cavetti elettrici corrono sul tubo collettore e sulla lancia fino alla flangia, dove alimentano una comune candela di accensione per auto; lo scoccare della scintilla incendia il getto. Il sistema sussidiario è costituito da un "bengalotto", ovvero un ordigno pirotecnico a combustione lenta che andava acceso a sfregamento in vista dell'utilizzo dell'arma; bruciando per 2 minuti, al momento del passaggio del getto di liquido infiammabile, comandato dalla leva sulla lancia, incendiava il getto formando un dardo di 20 metri, che produceva una zona di calore insopportabile profonda 35 metri e larga 15. Il sistema a bengalotto, semplice ed affidabile, aveva però il difetto di rivelare anzitempo la posizione dell'arma.
L'arma era operata da due militari, i flammieri, protetti da tute antivampa. Il sistema, a causa del suo peso e dell'ingombro della tuta ignifuga, era spalleggiabile solo per brevi tratti, venendo normalmente trasportato su autocarro o someggiato su apposito basto. La riserva di liquido infiammabile permetteva circa 20 brevi lanci. La ricarica richiedeva 20 minuti.

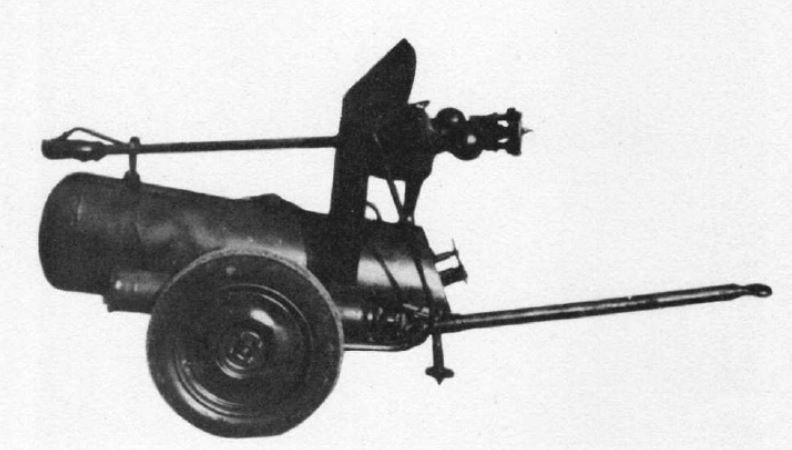
Modello carrellato del genio

### Mod. 40

Un Lanciafiamme Mod. 40, distinguibile dal contenitore cilindrico della turbinetta.

Nel Mod. 40 venne migliorato il sistema di accensione elettrico. Questo era costituito da un generatore ad alta tensione attivato da una turbinetta, messa in moto dal flusso del liquido combustibile sotto pressione al momento del lancio, posizionata posteriormente alle bombole in un contenitore cilindrico. Il collegamento elettrico alimentava la candela di accensione ed incendiava il getto. La flangia conservava comunque il tubo porta-bengalotto come sistema d'accensione sussidiario.
Per il resto, componenti e prestazioni rimanevano invariate.

## Sviluppi
Il peso eccessivo del sistema sul campo di battaglia, portò durante la guerra allo sviluppo del Lanciafiamme Mod. 41, più leggero e con sistema elettrico leggermente modificato. Per le truppe d'assalto e per i paracadutisti fu anche sviluppata una versione ulteriormente alleggerita, imbracciabile come un fucile, chiamata Lanciafiamme Mod. 41 d'assalto. Le forze armate italiane utilizzarono anche, oltre ai lanciafiamme installati su carro armato, il Lanciafiamme Carrellato Mod. 42, modello pesante destinato al genio più che alle truppe d'assalto.